# Andrzej Józef Sapieha
Andrzej Józef Sapieha (ur. 2 października 1894 w Krasiczynie, zaginął po 30 maja 1945) – ziemianin, hodowca bydła rasowego, podporucznik rezerwy WP, emisariusz Komendy Głównej AK, ps. Lis, Handlowiec, Kodeński, Tokaj, Józef Nagy.

## Życiorys
Był synem Władysława Leona, bratankiem kardynała Adama Stefana, bratem Leona, Józefa, Aleksandra, Adama Zygmunta i Stanisława.
Od 1903 uczył się w gimnazjum jezuitów w Feldkirch w Austrii, a następnie uczęszczał do Akademii Handlowej w Antwerpii, gdzie w 1912 otrzymał dyplom.
Od 1914 służył w armii austro-węgierskiej, dwukrotnie ranny, w tym w bitwie pod Kołkami w 1915 w głowę. Zdemobilizowany w listopadzie 1918 jako inwalida wojenny.
Brał udział ochotniczo w wojnie 1920, za którą otrzymał krzyż Virtuti Militari.
W latach 1920–1939 zajmował się pracą biurową w Ministerstwie Skarbu RP oraz zarządzaniem własnym majątkiem, Żurawicą, gdzie prowadził uchodzącą za najlepszą w kraju hodowlę bydła rasowego. Pełnił funkcję prezesa Wschodnio-Małopolskiego Związku Ziemian.
Na początku 1940 nawiązał kontakt z Tadeuszem Komorowskim, tworząc konspiracyjną organizację ziemian pod nazwą „Uprawa”, potem „Tarcza”. Zadaniem organizacji było zapewnienie ZWZ-AK pomocy w terenie, kwater, zaopatrzenia dla oddziałów partyzanckich oraz pomocy dla rodzin aresztowanych żołnierzy państwa podziemnego. Zajmowała się także pomocą Żydom.
W lecie 1943 gen. Komorowski zlecił Andrzejowi Józefowi nawiązanie rozmów z władzami węgierskimi. Za pomocą Stefana Badeniego nawiązał kontakt w listopadzie 1943 ze sztabem generalnym armii węgierskiej, prowadząc rozmowy na temat dostaw broni dla AK oraz zorganizowania na terenie Węgier oddziałów z internowanych oficerów i żołnierzy polskich. Początkowo przebieg rozmów nie był pomyślny, jednak w styczniu 1944 udało się uzyskać poparcie wpływowej części dowództwa armii węgierskiej dla polskich poczynań polegających na scaleniu polskich grup konspiracyjnych na Węgrzech w oddziały Armii Krajowej. Rozmowy zostały przerwane 19 marca 1944 po wkroczeniu do Budapesztu wojsk niemieckich. W lipcu 1944 rozmawiał bezpośrednio z regentem Horthym, który potwierdził poprzednie stanowisko sztabu – władze węgierskie zgodziły się na przerzut żołnierzy polskich internowanych w Rumunii na teren Węgier, co ewentualnie mogłoby pomóc we wcieleniu wyżej wymienionych żołnierzy do armii Władysława Andersa, jeśli ten miałby przybyć na Węgry w ramach planowanej przez dowództwo angielskie ofensywy przez Bałkany.
Po ustanowieniu w październiku 1944 faszystowskich rządów F. Szalasiego dalsza działalność nie miała prawa bytu, Andrzej Józef ukrywał się poza Budapesztem do wkroczenia Armii Czerwonej. 13 lutego 1945 otrzymał rozkaz dotarcia do Naczelnego Wodza do Londynu. W marcu wyjechał do Bukaresztu, skąd 30 maja 1945 udał się do Belgradu. Dalsze jego losy są nieznane.